# Walk with Me
Walk with Me é o quarto álbum de estúdio da banda Dog Eat Dog, lançado em 16 de Outubro de 2006.

## Faixas
1. "Showtime" - 2:48
2. "Hell Yeah!" - 3:10
3. "Undivided" - 3:05
4. "M.I.L.F." - 2:59
5. "Walk with Me" - 5:51
6. "All Night" - 3:25
7. "Esb" - 3:06
8. "My Frustration" - 3:10
9. "Summertime" - 3:13
10. "Cannonball" - 2:04
11. "Dark Secret" - 3:19
12. "Fun Lovin" - 4:49